# 徐輝
徐 輝（ソ・フィ、서휘、1916年 - 1993年）は、朝鮮民主主義人民共和国（北朝鮮）の政治家。中国共産党の影響を受けた延安派に属していた。別名は李輝。

## 略歴
1916年、咸鏡北道に生まれる。京城高等普通学校在学中に学生運動を行った。北京に亡命して韓偉健（李鉄夫）の指導下で抗日運動を展開した。1936年、中国共産党に入党。西安に派遣され張学良の東北軍に入隊した。学兵連に配属され、地下闘争を進めていた。後に東北軍司令部警衛営第1連指導員。西安事件に参加。のちに延安に渡り、1939年に抗日軍政大学（第5期）を卒業して同大学の敵工訓練班主任となった。以後、朝鮮義勇軍に加わり延安や太行山の八路軍根拠地で活動した。終戦直前、朝鮮独立同盟延安分盟員として朝鮮革命軍政学校で活動。
1945年末に帰国。1948年9月の朝鮮民主主義人民共和国の建国に参加する。1950年、朝鮮人民軍総政治局副局長。1950年12月、総政治局長代理。1952年8月から1953年4月28日まで休戦会談に参加。朝鮮労働党の平壌直轄市党委員会委員長、朝鮮職業総同盟委員長などの要職を歴任する。1956年に発生した金日成の独裁体制を打倒する8月宗派事件に参加する。その後、尹公欽・李弼圭・金剛らとともに中国に亡命する。
中国とソ連の干渉により、9月23日の9月総会で金日成は、崔昌益らの処分について「急ぎすぎ、いくらか軽率だった」であり、中国に逃れた人々とが「敵のために活動していない」ことを認め、崔昌益と朴昌玉の中央委員資格と尹公欽らの党籍をそれぞれ回復するとし、彼らが朝鮮に戻るようにとの期待を述べた。金日成は、全党が団結し、民主集中制を貫徹し、より慎重で辛抱強い態度で過ちを犯した同志を教育するよう呼びかけたが、それに続いて労働党中央組織部長韓相斗、労働党咸鏡南道委員長玄正民、平安北道人民委員会委員長韓泰全、科学院通信院士李清源、咸鏡南道人民委員会委員長李維民、労働党平壌市委員長李松雲、労働党開城市委員長李昌鈺らは事前にリハーサルを行ったかのように、崔昌益、朴昌玉、尹公欽、徐輝、李弼圭らを集中的に批判し、最後の結論は異口同音に彼らの党籍回復に関する中央の決定に賛成すると表明した。
徐輝らは9月総会の状況を知らされた後も本国帰還を拒否し、家族が中国に来ることを北朝鮮政府に求めた。南日はソ連大使に、政府は彼らの家族の中国行きに反対しないと伝えたが、この約束は実行されず、中国に亡命した幹部は二度と家族と対面せず、いかなる音信も受けたことはなかった。
情勢は変わり、中国は北朝鮮を戦略的盟友に仕立てるため、政治、経済、外交などのあらゆる面において北朝鮮の要求を満たすように手を尽くした。1958年2月21日、周恩来と陳毅は北朝鮮を訪問して帰国の途中、瀋陽に一晩泊り、遼寧省の幹部に対して周恩来は中朝関係をどのように再認識するかの問題について説明し、亡命幹部について「ある時期、一部の人が中国にやってきたが、彼らの説明内容にも大きな偏りがあった。徐輝と李弼圭の2人はとても悪質で、方々勝手に発言し、朝鮮労働党に反対するだけでなく、ソ連共産党と中国共産党にも反対している」と話した。同時期、中央対外連絡部は四川省党委員会に対し、尹公欽、徐輝、李弼圭、金剛らを北京から成都に移して単独で居住するよう指示し、その他の亡命幹部も相次いで瀋陽などから四川省に移住させられた。同年夏、中国共産党は彼らを峨眉山に集めて学習会議を開き、それ以後、徐輝らは分かれて中国内陸部の各地に定住することになった。中国共産党の要求により、朝鮮から中国に来る人と接触しないこと、国内に書簡を送らないこと、外部に対して朝鮮の問題を語らないことなどについて誓約させられた。中央対外連絡部は、当面彼らの党籍と国籍の問題は触れず、協力的な人間は企業や行政部門で一般的な業務をやらせてよいが、党と政府部門の業務は認めないこと、彼らが結婚して所帯を持つことを認め、生活面では一定の配慮と援助を行うという規定を作った。
1961年7月、毛沢東は金日成との会談で、1956年の北朝鮮に対する内政干渉の責任を廬山会議で失脚した彭徳懐にすべて押し付け、「高崗、彭徳懐はみなフルシチョフの一派だ。彭徳懐は朴一禹しか信用せず、李相朝はいつも李克農の前であなたたちの悪口を言ったが、ことごとく反論された。1956年、彼らは転覆を図り、あなたたちを分裂させようとした」と非難した。やがて中国共産党は公文書の中での彼らに対する呼び方を「朝鮮逃亡幹部」から「朝鮮反党セクト分子」との表現に代えた。
1962年4月、中央対外連絡部は、中国にいる朝鮮反党セクト分子とその家族に対して今後すべて公安部門の統一的監視と管理下におくことを提案し、この中で徐輝、洪淳寛、金忠植、李奎哲、朴玄、金俊根は中国の法律に違反したため、裁判所による法の裁きを受けさせ、公安部門の監督下で辺境地域の国営農場に送って適当な仕事をさせ、生活待遇は農場の幹部と同等とし、家族との同居は認めないとした。この提案は四川省と山西省の党委員会に伝えられ、協議の結果、徐輝らはソ連への密入国もしくは密入国を企んだとして逮捕して有期判決を言い渡し、徐輝は懲役5年であった。
湖南省岳陽の銭梁湖農場に隠匿していたが、1966年8月、西安療養所に移送。
文化大革命が始まると中朝関係の緊張に伴い、中国に亡命した元幹部の待遇は次第に改善され、1980年代に入ると中国政府は彼らに中国国籍を与えるなど「楽しい晩年を送るよう」配慮した。
1993年に病死。晩年は西安で暮らしており、洪淳寛の家の真上に住んでいたという。

## 参考
- “徐輝”.   労働者の本. 2016年1月16日閲覧。
- 王建宏 (2018). “朝鲜革命者在延安活动述论(1935—1945)”. 延安大学学报(社会科学版) (延安大学) 40:  64-70.
- 김선호 (2020). “6․25전쟁기 북한 심리전의 체계와 인적 자원”. 동방학지 (국학연구원) 192:  175-206.
- 沈志華 著、朱建栄 訳『最後の「天朝」 毛沢東・金日成時代の中国と北朝鮮 上』岩波書店、2016年。ISBN 978-4-00-023066-7。
- 沈志華 著、朱建栄 訳『最後の「天朝」 毛沢東・金日成時代の中国と北朝鮮 下』岩波書店、2016年。ISBN 978-4-00-023067-4。